# Borolia fissifascia
Borolia fissifascia là một loài bướm đêm trong họ Noctuidae.